# Liste brasilianisch-deutscher Städte- und Gemeindepartnerschaften
Dies ist eine Liste der Städte- und Gemeindepartnerschaften zwischen Brasilien und Deutschland.
Je 16 brasilianische und deutsche Kommunen sind freundschaftlich verbunden oder streben dies an.
Als erste brasilianisch-deutsche Partnerschaft kann die 1959 eingegangene Städtepartnerschaft zwischen Düsseldorf und Belo Horizonte, eine der 5570 Munizipalstädte in Brasilien, gelten. Insbesondere sind aus den Regionen Südost und Süd Brasiliens mehrere Städte vertreten, die auch einen hohen Anteil deutscher Einwanderer aufweisen und wegen ihrer Brauchtumspflege bekannt sind.

## Liste der Städtepartnerschaften und -freundschaften
| Deutscher Ort      | Brasilianischer Ort       | Seit | Anmerkung                 |
| ------------------ | ------------------------- | ---- | ------------------------- |
| Bonn               | Petrópolis, RJ            | 2004 | Kontakt                   |
| Boppard            | Arroio do Meio, RS        | 2013 | Partner                   |
| Dickenschied       | Salvador do Sul, RS       | 2013 | Partner, (siehe hier)     |
| Düsseldorf         | Belo Horizonte, MG        | 1959 | Partnerschaft             |
| Eschweiler         | Alta Floresta, MT         | 2018 | Entwicklungspartnerschaft |
| Greifswald         | Pomerode, SC              | 2001 | Kontakt                   |
| Idar-Oberstein     | Goiânia, GO               | 2003 | Kontakt                   |
| Karlsdorf-Neuthard | Guabiruba, SC             | 2010 | Partner                   |
| Köln               | Rio de Janeiro, RJ        | 2011 | Partner                   |
| Langenhagen        | Joinville, SC             | 1980 | Kontakt                   |
| Nienburg/Weser     | Ijuí, RS                  | 1996 | Kontakt                   |
| Nohfelden          | Feliz, RS                 | 2013 | Partner                   |
| Rastatt            | Entre Rios, PR            | 1988 | Paten                     |
| Rheinböllen        | Maratá bei Montenegro, RS | 2016 | Partner                   |
| Simmern/Hunsrück   | Igrejinha, RS             | 2013 | Partner                   |
| St. Wendel         | São Vendelino, RS         | 2003 | Partner                   |
| Tholey             | Alto Feliz, RS            | 2018 | Partner                   |
| Weingarten         | Blumenau, SC              | 1975 | Partner                   |